# 於竹大日如来

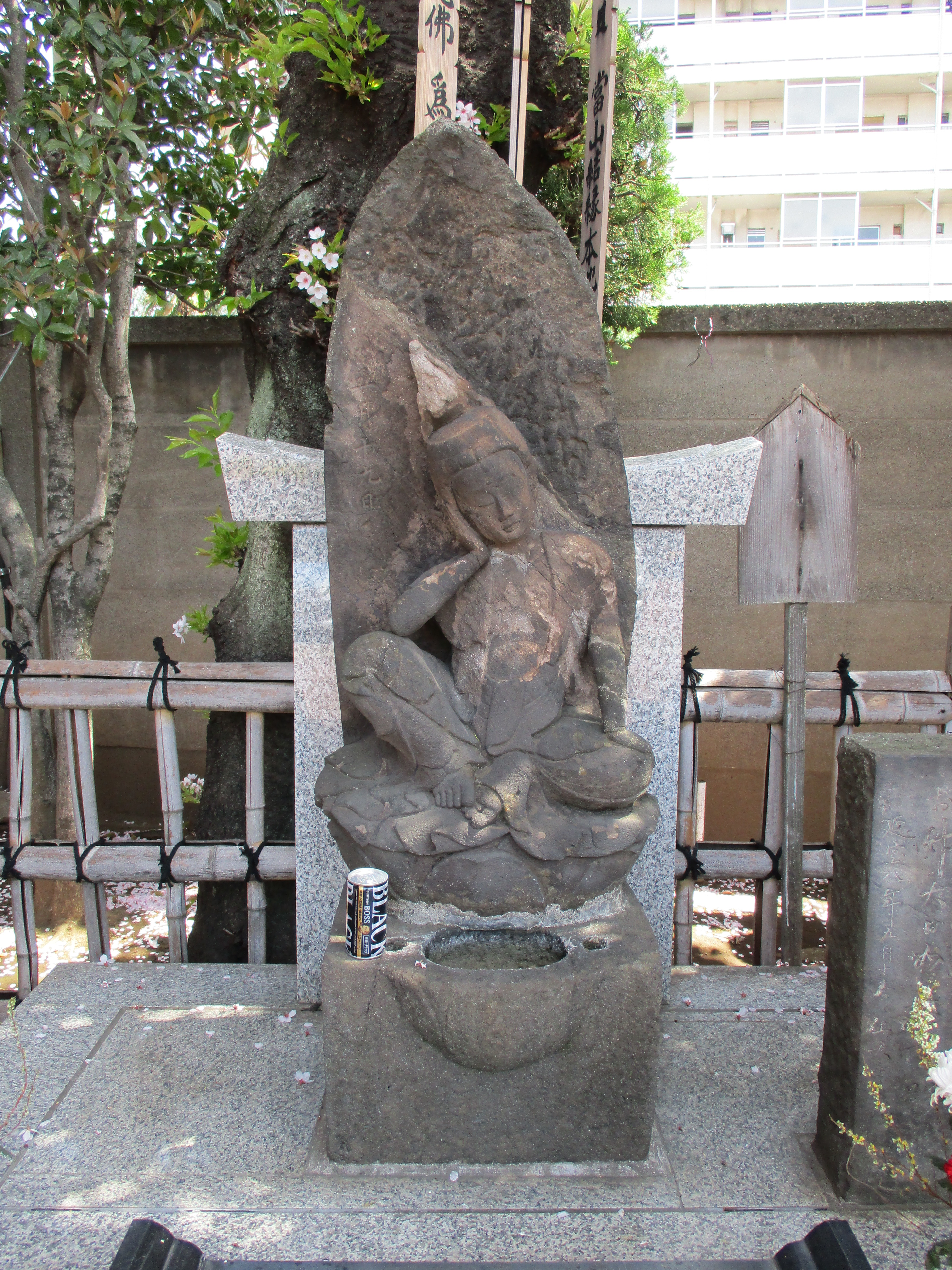
右肩に「五月十九日」の文字

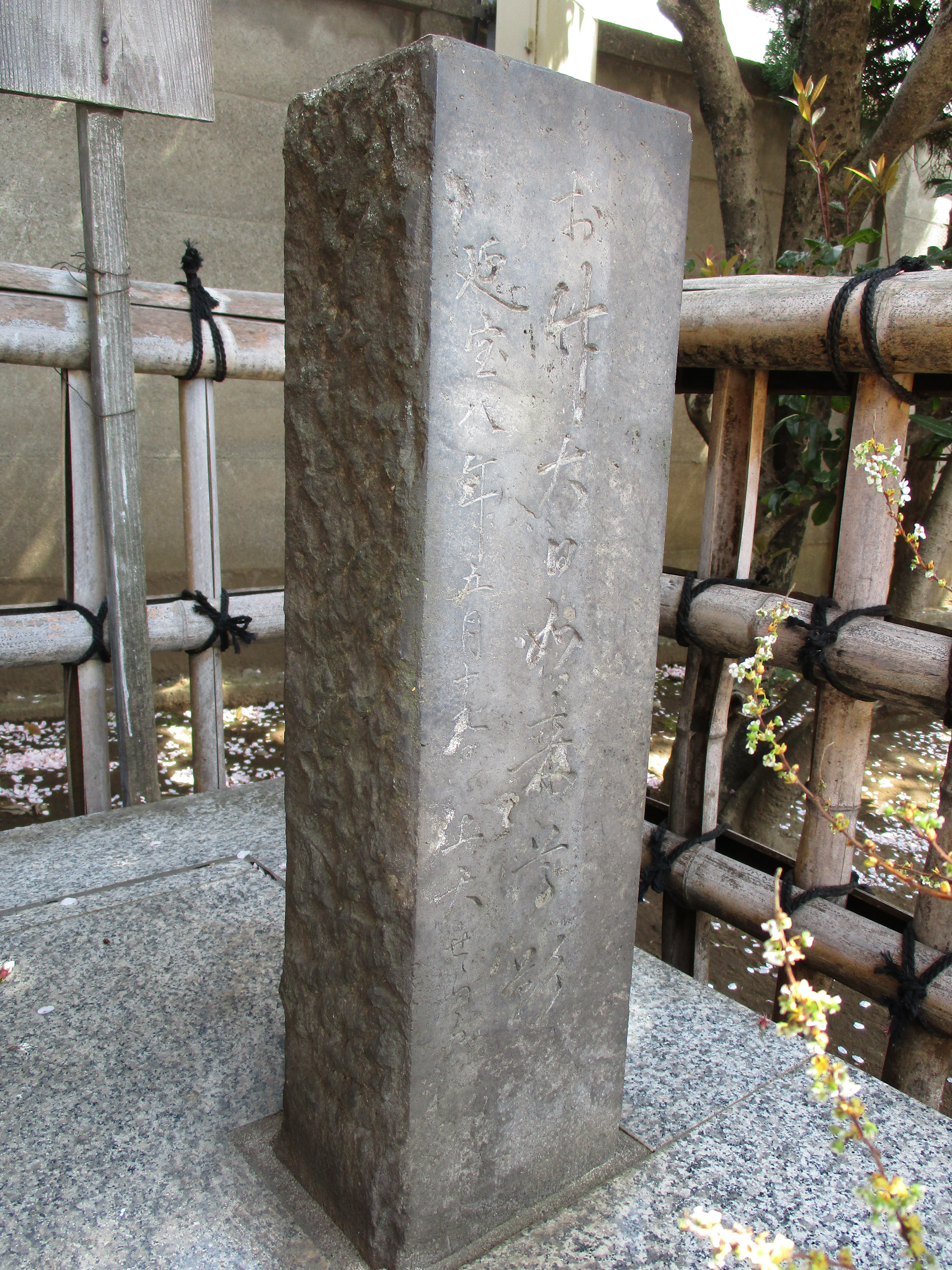
墓石脇の石碑

於竹大日如来（おたけだいにちにょらい、1623年（元和9年） - 1680年6月15日（延宝8年5月19日））は、江戸時代に庶民から信仰された女性。竹（お竹、於竹）という名の江戸の奉公人で、困窮者救済などの善行から周囲からは大日如来の化身とされ、尊崇を集めた。没後雇い主が等身大の於竹大日如来像を奉納し、参詣者を集めた。
お竹大日如来、おたけ大日如来、阿竹大日如来、大日お竹、おたけ如来とも。

## 生没
善徳寺境内にある墓石の脇には、高さ50cmほどの石碑があり、以下の文言が刻まれている。
ただし、お竹の生没に関しては異説が存在する。

## 生涯
お竹は現在の山形県庄内地方に生まれ、1640年（寛永17年）、18歳のときに郷里を離れ、江戸大伝馬町一丁目に居を構えていた伝馬役で名主の佐久間家に奉公に出た。
お竹は、佐久間家が廃絶して役を返上するに伴い、佐久間家と姻戚関係にあり、同じく伝馬役年寄を務めていた大伝馬町二丁目の名主の馬込家に、他の奉公人とともに移ったものと推測されるが、小津清左衛門長弘（後述）が佐久間家から独立開業したのは1653年（承応2年）と、お竹が30歳になったより後のことである。
幸田成友によると、佐久間家と馬込家の姻戚関係は、馬込家3代目当主の喜與（大給松平家よりの婿養子）が、妻・香の死去（1651年（慶安4年））後に、佐久間善八の娘を後妻に迎えたことに始まる。
『於竹大日如来井戸跡』の碑文によれば、「その行いは何事にも誠実親切で、一粒の米、一きれの野菜も決して粗末にせず貧困者に施した。そのため於竹さんのいる勝手元からはいつも後光がさしていたという。出羽の国の行者乗蓮と玄良坊が馬込家をおとづれ「於竹さんは羽黒山のおつげによると大日如来の化身である」とつげた。主人は驚き勝手仕事をやめさせ、持仏堂を造り、その後念仏三昧の道に入る。これが江戸市中に拡がり、於竹さんを拝まうと来る人数知れずと言う」、暮らしぶりであった。
お竹は、1680年6月15日（延宝8年5月19日）に逝去した。

## 小津家との関係
1643年（寛永20年）3月、後の小津清左衛門長弘は、佐久間家に奉公に出る。このとき、長弘は19歳、お竹は21歳であった。現在の小津商店の礎を築いた創業者の長弘とお竹は、同じ佐久間家の奉公人として10年ほどの時を過ごしている。
1653年（承応2年）、小津長弘は佐久間家に隣接する紙商・井上仁左衛門の商売を受け継ぎ、29歳にして独立開業してほどなく多額の借財も返済し、現在の小津商店の礎を築いた。
小津長弘は、佐久間家に奉公する以前に一度、呉服商での奉公のため江戸に出ているが、三年後に一旦帰郷しており、翌年には、佐久間家での奉公に出ている。
長弘にとって、お竹との交流が如何なるものであったか、想像の域を出ないものの、何かしら特別な想いがあったとしても、不思議ではなかろう。
お竹の死後、小津家では、関東大震災で焼失するまで、高さ約3尺の於竹大日如来の木像を祀り、毎月19日を命日として同像を開帳していた。

## 逸話
心光院の寺伝によると、江戸幕府5代将軍・徳川綱吉の生母である桂昌院は、増上寺内の心光院に堂宇を創らせ、お竹大日如来像と、お竹が使用したという流し板を寄進・奉納した。しかし、心光院は、1945年（昭和20年）の戦災にて、山門と本尊頭部を残してすべてが焼失した。現在の『お竹堂』ほかは、戦後に再建されたものである。

## 伝承
亡くなった女中のお竹が生き返って、黄金の宮殿で阿弥陀様に会ったと語ったという話や、お竹が如来の現身というお告げを受けた行者が訪ねたら、お竹から光明が出ていた、など諸説ある。奇聞収集家の好問堂による「於竹大日如来縁起の弁」では、出羽国羽黒山麓の於竹大日如来別当による縁起話として、以下のように概略を紹介している（好問堂は、寺社の縁起などはだいたい妄誕（でたらめ）だが、あながちないとも言えないとして取り上げている）。
江戸の下女・お竹は、深く三宝に帰依し、雇い主から出る自分の食事は貧しい人に施し、自身は台所の流しの排水口に布袋を付けて、そこに留まった米粒を集めて食事にするほどの慈悲深い女性だった。ある日、武蔵国比企郡の行者が生身の如来を拝みたいと願ったところ、夢の中で、江戸佐久間某の下女を訪ねよというお告げがあり、訪ねてみると、お竹は全身から光明を発しており、行者は感涙して拝んだ。その後、お竹は馥郁たる香を残して姿を消し、悲しんだ佐久間家はお竹の如来像を造って羽黒三山霊場の麓に奉納した。
三田村鳶魚によると、お竹如来の伝説が登場するのは、古くは天正期（16世紀後半）から延宝８年（1680年）までを記した『玉滴隠見』、寛延2年（1749年）の『新著聞集　往生編』であり、元文5年（1740年）には、佐久間家からお竹の木像を寄進された羽黒山山麓の黄金堂の別当・玄良坊による「於竹大日如来縁起」が現れた。その後、芝居になり、草双紙や黄表紙にもなり、式亭三馬や十返舎一九が書き、文化・文政期（19世紀前半）には大流行した。鳶魚は、その時代の都合に合わせてさまざまに書き換えられているとしている。